# Gustav Diessl
Gustav Karl Balthasar Diessl, né le 30 décembre 1899 à Vienne et mort le 20 mars 1948  dans cette même ville, est un acteur de cinéma et de théâtre autrichien.

## Biographie
En 1916, alors qu'il joue à Vienne dans différents théâtres, Gustav Diessl doit effectuer son service militaire, alors que la Première Guerre mondiale bat son plein et au cours de laquelle il sera retenu prisonnier pendant un an.
Après la guerre, il débute dans le métier d'acteur au cinéma. Son premier film est In Banne der Kralle de Georg Wilhelm Pabst.
Diessl se marie une première fois, avant de vivre quelques années avec l'actrice Camilla Horn. Il se remarie en 1938 avec la soprano Maria Cebotari.

## Filmographie
- 1921 : Im Banne der Kralle
- 1923 : Vineta. Die versunkene Stadt
- 1924 : Ssanin
- 1924 : Die Rache des Pharaonen
- 1927 : Sensations-Prozess
- 1928 : Das Gesetz der schwarzen Berge
- 1928 : Abgründe
- 1928 : Abwege
- 1928 : Loulou, (en allemand : Die Büchse der Pandora) de Georg Wilhelm Pabst
- 1928 : Der lebende Leichnam
- 1929 : That Murder in Berlin
- 1929 : Die Ehe
- 1929 : Der Mann, der nicht liebt
- 1929 : Mother Love
- 1929 : L'Enfer blanc du Piz Palü d'Arnold Fanck et Georg Wilhelm Pabst
- 1929 : Frauen am Abgrund
- 1929 : Die Drei um Edith
- 1930 : Quatre de l'infanterie, (en allemand : Die Westfront 1918) de Georg Wilhelm Pabst
- 1930 : Moral um Mitternacht
- 1930 : Die große Sehnsucht
- 1930 : Hans in allen Gassen
- 1930 : Leutnant warst Du einst bei deinen Husaren
- 1931 : Les Nuits de Port-Saïd
- 1931 : Das gelbe Haus des King-Fu
- 1931 : Menschen hinter Gittern
- 1932 : Die Herrgottsgrenadiere
- 1932 : L'Atlantide, (en allemand : Die Herrin von Atlantis) de Georg Wilhelm Pabst
- 1932 : Der goldene Gletscher
- 1932 : Eine von uns
- 1932 : Teilnehmer antwortet nicht
- 1932 : Le Testament du docteur Mabuse de Fritz Lang
- 1933 : Roman einer Nacht
- 1933 : SOS Eisberg d'Arnold Fanck
- 1934 : Un de la montagne de Serge de Poligny
- 1934 : Weiße Majestät
- 1935 : Alles um eine Frau
- 1934 : Der Dämon des Himalaya
- 1936 : Una donna tra due mondi de Goffredo Alessandrini
- 1936 : La Favorite du maharadjah (Die Liebe des Maharadscha) d'Arthur Maria Rabenalt
- 1936 : Moscow Shanghai
- 1936 : Schatten der Vergangenheit
- 1937 : Starke Herzen
- 1938 : Le Tigre du Bengale (Der Tiger von Eschnapur) de Richard Eichberg
- 1938 : Le Tombeau hindou (Das indische Grabmal) de Richard Eichberg
- 1938 : Fortsetzung folgt
- 1938 : Kautschuk
- 1939 : Der grüne Kaiser
- 1939 : Ich verweigere die Aussage
- 1939 : Ich bin Sebastian Ott
- 1940 : Stern von Rio
- 1940 : Herz ohne Heimat
- 1940 : Senza cielo
- 1941 : Les Comédiens (Komödianten) de Georg Wilhelm Pabst
- 1941 : Clarissa
- 1941 : Menschen im Sturm
- 1941 : Il bravo di Venezia
- 1942 : La donna del peccato
- 1943 : Maria Malibran
- 1943 : Calafuria
- 1943 : La danza del fuoco
- 1943 : Nora
- 1944 : Nebbie sul mare
- 1944 : Ein Blick zurück
- 1944 : Ruf an das Gewissen
- 1945 : Kolberg, (en allemand : Die Kolberg : Leutnant Schill) de Veit Harlan et Wolfgang Liebeneiner
- 1948 : Le Procès (Der rozeß)